# 拉贡角
潟湖角，是南極洲的海岬，位於南喬治亞群島，處於小賈森潟湖入口處以東的賈森港，在1929年由英國研究隊繪入地圖，由英國海外領土管轄。